# گرانتلی (پنسیلوانیا)
گرانتلی (به انگلیسی: Grantley) یک منطقهٔ مسکونی در ایالات متحده آمریکا است که در شهرستان یورک، پنسیلوانیا واقع شده‌است. گرانتلی ۴٫۳ کیلومتر مربع مساحت و ۳٬۶۲۸ نفر جمعیت دارد.